# Skil-Shimano/2010
Deze pagina geeft een overzicht van de Skil-Shimano-wielerploeg in  2010.

## Algemeen
Sponsors: Skil, Shimano
Algemeen manager: Iwan Spekenbrink
Ploegleiders: Piet Hoekstra, Rudie Kemna, Merijn Zeeman
Fietsmerk: Koga Miyata

## Renners
| Naam             | Geboortedatum | Nationaliteit | Ploeg 2009    |
| ---------------- | ------------- | ------------- | ------------- |
| Robin Chaigneau  | 02-09-1988    | Nederland     | Jo Piels      |
| Cheng Ji         | 24-10-1987    | China         |               |
| Dominique Cornu  | 10-10-1985    | België        | Quick Step    |
| Roy Curvers      | 29-12-1979    | Nederland     |               |
| Bert De Backer   | 02-04-1984    | België        |               |
| David Deroo      | 11-03-1985    | Frankrijk     |               |
| Mitchell Docker  | 02-10-1986    | Australië     |               |
| Yukihiro Doi     | 18-09-1983    | Japan         |               |
| Feng Han         | 12-04-1985    | China         |               |
| Alexander Geniez | 02-09-1988    | Frankrijk     | Neo           |
| Simon Geschke    | 13-03-1986    | Duitsland     |               |
| Floris Goesinnen | 30-10-1983    | Nederland     |               |
| Steve Houanard   | 02-04-1986    | Frankrijk     |               |
| Yann Huguet      | 02-05-1984    | Frankrijk     | Agritubel     |
| Kenny van Hummel | 30-09-1982    | Nederland     |               |
| Thierry Hupond   | 10-11-1984    | Frankrijk     |               |
| Koen de Kort     | 08-09-1982    | Nederland     |               |
| Long Jin         | 24-10-1983    | China         |               |
| Piet Rooijakkers | 16-08-1980    | Nederland     |               |
| Albert Timmer    | 13-06-1985    | Nederland     |               |
| Tom Veelers      | 14-09-1984    | Nederland     |               |
| Job Vissers      | 15-11-1984    | Nederland     | Neo           |
| Robert Wagner    | 17-04-1983    | Duitsland     |               |
| Frederik Wilmann | 17-07-1985    | Noorwegen     | Joker Bianchi |

## Belangrijke overwinningen
| Driedaagse van West-Vlaanderen 2e etappe: Robert Wagner Hel van het Mergelland Winnaar: Yann Huguet Ronde van Noord-Holland Winnaar: Robert Wagner Ronde van Overijssel Winnaar: Job Vissers Ronde van Picardië 1e etappe: Kenny van Hummel | Ronde van Beieren 2e etappe: Robert Wagner Ronde van België 2e etappe: Kenny van Hummel 4e etappe: Dominique Cornu Delta Tour Zeeland 1e etappe: Mitchell Docker 2e etappe: Robert Wagner Route du Sud 3e etappe: Mitchell Docker | Shimano Suzuka Road Race Winnaar: Robert Wagner Ronde van Hainan 4e etappe: Kenny van Hummel 5e etappe: Kenny van Hummel 7e etappe: Kenny van Hummel 9e etappe: Kenny van Hummel |

Mannen: 1999 · 2000 · 2001 · 2002 · 2003 · 2004 · 2005 · 2006 · 2007 · 2008 · 2009 · 2010 · 2011 · 2012 · 2013 · 2014 · 2015 · 2016 · 2017 · 2018 · 2019 · 2020 · 2021 · 2022 · 2023 · 2024 · 2025
Vrouwen: 2011 · 2012 · 2013 · 2014 · 2015 · 2016 · 2017 · 2018 · 2019 · 2020 · 2021 · 2022 · 2023 · 2024 · 2025